# Heino Schubert
Heino Schubert (* 11. April 1928 in Glogau, Niederschlesien; † 18. August 2018 in Senden, Westfalen) war ein deutscher Komponist, Hochschullehrer und Kirchenmusiker.

## Leben
Nach dem Wehrdienst als Luftwaffenhelfer und nach der Vertreibung seiner Familie aus der schlesischen Heimat studierte Heino Schubert an der Nordwestdeutschen Musikakademie Detmold u. a. bei Günter Bialas, Michael Schneider und Kurt Thomas Schulmusik und danach an der Musikhochschule Freiburg Komposition und bei Harald Genzmer Kirchenmusik.
Seit 1957 war er als Kantor und Organist in Heidelberg und von 1961 bis 1981 als Domorganist an der Münsterkirche Essen tätig. Daneben war er als Dozent für Tonsatz und Orgel an der Folkwang Hochschule und an der Musikhochschule Köln tätig. 1978 wurde er als Professor für Musiktheorie und Tonsatz an die Johannes Gutenberg-Universität Mainz berufen. 1991 trat Heino Schubert in den Ruhestand.
Die Schwerpunkte seiner kompositorischen Arbeit lagen bei der geistlichen Vokal- und Instrumentalmusik, bei Kompositionen für junge Menschen und Kammermusikstücken.

## Auszeichnungen
- Rompreis Villa Massimo 1958
- Kulturpreis Schlesien des Landes Niedersachsen 1987
- Johann-Wenzel-Stamitz-Preis 1992
- Orlando-di-Lasso-Medaille des ACV 1998

## Werke
- Paulus-Messe (1965/1972)
- Missa in E (1952)
- Orgelsolomesse (1953)
- Missa choralis für Vorsänger, Schola, Gemeinde, Chor und Orgel (1967)
- 12 Kantaten, u. a. Gott sei gelobet (1963)
- Psalmus für Chor und Bläser (1969)
- Psalmenkantate (1979)
- 8 deutsche Proprien
- „Der Mensch, das Spiel der Zeit“ – Gryphius-Oratorium für 2 Solostimmen (Alt, Tenor), 2 Solostimmen ad lib. (Sopran, Bass), gemischten Chor und Orchester nach Texten von Andreas Gryphius (1982, Uraufführung 1984)
- Liudger-Oratorium (1. Fassung 1999; 2. Fassung 2005)

Werke im Gotteslob (Ausgabe 2013)
- Paulus-Messe Nr. 130–133
- Ehre Gott in der Höhe Nr. 168,2
- Dein Reich komme, ja dein Reich komme! Maranatha Nr. 232
- Herr, wir hören auf dein Wort Nr. 449
- Erbarme dich meiner, o Gott (Kv und Ps 51 EU) Nr. 639
- In den Regionalausgaben des Gotteslob einzelner Bistümer:
  - Halleluja (2. Ton) Nr. 743, Eigenteil der österreichischen Bistümer
  - Gottes gute Gaben Nr. 727, Eigenteil Bistum Aachen
  - Heilig, heilig, heilig Nr. 730, Eigenteil Bistum Würzburg
  - Heilig, heilig, heilig Nr. 743, Eigenteil Erzbistum Freiburg